# Charline Labonté
Charline Labonté, född den 15 oktober 1982 i Greenfield Park i Kanada, är en kanadensisk ishockeyspelare.
Hon tog OS-guld i damernas ishockeyturnering i samband med de olympiska ishockeytävlingarna 2006 i Turin.